# Gore Vidal

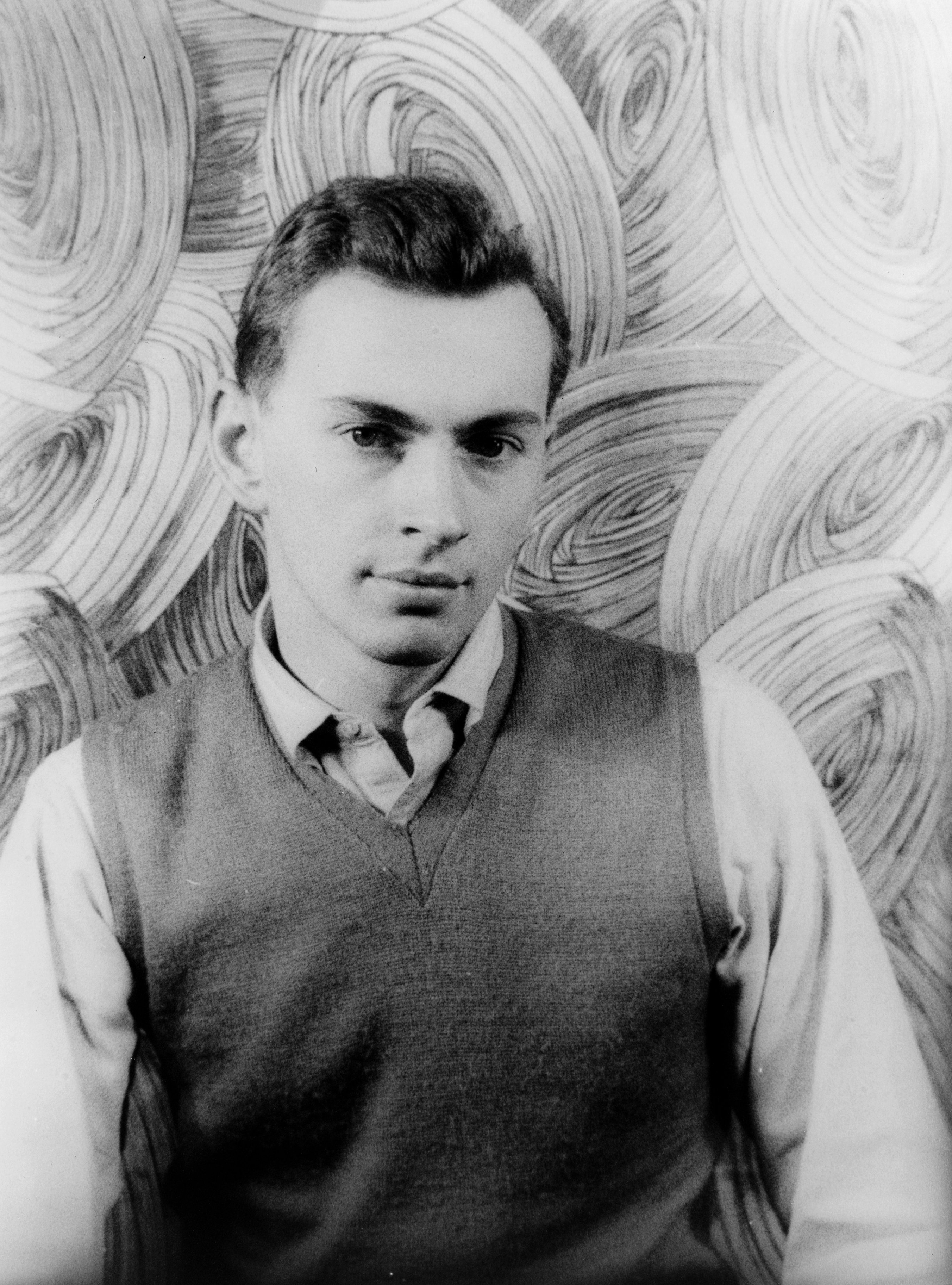
Gore Vidal 1948-ban

Gore Vidal (születési nevén Eugene Luther Vidal) (West Point, New York, 1925. október 3. – Hollywood Hills, Kalifornia, 2012. július 31.)  amerikai író és politikus, időnként színész. Néha írói álneveket használt, ezek az Edgar Box, Cameron Kay és Catherine Everard. 1946-tól publikált, elsősorban történelmi témájú műveket. 1970-től 2004-ig felváltva az olaszországi Ravellóban és Hollywoodban lakott élettársával, akinek halála után Los Angelesbe költözött.
Családja a híres politikusokat adó Kennedy-klán rokona. Nagyapja, Thomas Pryor Gore Oklahoma szenátora volt. Szintén rokona – bár távolabbi – az egykori demokrata párti alelnök és elnökjelölt, Al Gore. Vidal magát a „Gore-dinasztia fekete bárányának” nevezte, ami radikális kritikája a USA politikai életének. Az amerikai expanzív erőpolitika rendíthetetlen ellenzője volt. George W. Busht az „ország legostobább emberének” nevezte már 2000-ben, Barack Obama pedig szerinte „túlképzett” a feladathoz, aki „nem ismeri fel, mennyire sötét, tudatlan a közönsége”. Amerikát intellektuális réteg nélküli, gyors ütemben rothadó társadalomként jellemezte.

## Élete
Iskoláit Washington városban és Új-Mexikóban kezdte, majd 1940 és 1943 között a New Hampshire-i Phillips Exeter Academy hallgatója volt. Itt az America First Committee támogatója, amely mozgalom arra törekedett, hogy megakadályozza az Egyesült Államok hadbalépését a második világháborúban. Ennek ellenére miután a USA hadbalépett, Vidal belépett a US Armyba, ahol elsősorban adminisztratív feladatokat kapott. 1945-től egy szállítóhajó első tisztje.
Mindezen tapasztalatok alapján írta debütáló regényét, a „Williwaw”-t (1946). A regény nagy sikert aratott, 1947–48-ban Európában és Guatemalában promóciós körutakat tett. Az 1948-as, magyarra le nem fordított The City and The Pillar c. művében úttörőként mozgatott nyíltan meleg szereplőket. 1950-ben New Yorkba költözött, itt forgatókönyveket írt, köztük a nagy sikerű, 1960-ban 11 Oscar-díjat elnyert Ben Hur, amelynek stáblistáján nem szerepel, és Karl Tunberg kapta az Oscart. A Visit to a Small Planet című darabját a Broadway-n játszották majdnem négyszázszor.
1960-ban demokrata párti képviselőjelölt, de legyőzte őt a republikánus J. Ernest Wharton. 1970-ben társalapítója és társelnöke a Liberális Néppártnak. Termékeny kritikusa az amerikai politikai rendszernek. 2003–2004-ben az iraki háború elleni tüntetésekhez csatlakozott.
A Timothy McVeigh-féle merényletek ügyében elítélte az azt kiváltó wacói ostromot. Nagy ellenfele volt a szcientológiának. Ateista volt, 2009-ben az amerikai humanista szervezet, az American Humanist Association tiszteletbeli elnökének választották.
Élete során férfiakkal és nőkkel is tartott fent kapcsolatokat; rövid ideig jegyben járt Joanne Woodwarddal, mielőtt az hozzáment volna Paul Newmanhez; több mint öt évtizeden keresztül élt együtt partnerével, Howard Austennel.
2017-ben a Netflix életrajzi filmet forgatott róla, de a főszerepet alakító Kevin Spacey botránya után a filmet nem mutatták be.

## Halála
2012. július 31-én a kaliforniai Hollywood Hillsben tüdőgyulladás szövődményeiben meghalt.

## Munkássága
Az 1960-as években Gore Vidal az egyik legsokoldalúbb író az Egyesült Államokban. Történelmi és szatirikus regényeket, esszéket, forgatókönyveket és politikai beszédeket írt. A McCarthy korszak elleni polémiái és a moralizáló képmutatást kipellengérező munkái botrányokat kavartak. 1948-ban a The City and the Pillar című, melegekről szóló regénye az egyik első, amely ezzel a problémával foglalkozik. A Julian című, Flavius Iulianus római császárról szóló életrajzi regénye igen hosszú ideig vezette a bestsellerlistákat.
Az Egyesült Államok történelméről:
1. Burr (1836-ban játszódik, megjelent: 1973)
2. Lincoln (1861–65-ben játszódik, megjelent: 1984)
3. 1876 (1875–1877-ben játszódik, megjelent: 1976); magyar kiadása: Amerikai komédia címmel az Európa Könyvkiadónál 1981-ben Szilágyi Tibor fordításában
4. Empire (1898–1907-ben játszódik, megjelent: 1987)
5. Hollywood (1917–1923-ban játszódik, megjelent: 1990)
6. Washington D.C. (1937–1952-ben játszódik, megjelent: 1967)
7. The Golden Age (1939–1954-ben játszódik, megjelent: 2000)

Történelmi regényei:
1. Williwaw (1946. magyarul Williwaw, 2004. Liberotrade Kiadó)
2. In a Yellow Wood (1947)
3. The City and the Pillar (1948)
4. The Season of Comfort (1949)
5. A Search for the King (1950)
6. Dark Green, Bright Red (1950)
7. The Judgment of Paris (1952)
8. Death before Bedtime (1953)
9. Messiah (1954)
10. A Thirsty Evil (1956. novellák)
11. Julian (1964, magyarul Julianus címmel, 1969. Gondolat, Flavius Iulianus római császár életéről)
12. Washington, D.C. (1967. magyarul Washington D.C., 1973. Magvető Kiadó)
13. Myra Breckinridge (1968)
14. Two Sisters (1970)
15. Burr (1973. magyarul Burr ezredes utolsó kalandja, Európa Könyvkiadó)
16. Myron (1974)
17. Kalki (1978)
18. Creation (1980. magyarul Teremtés)
19. Duluth (1983)
20. Live from Golgotha the Gospel (1992. magyarul Élő adás a Golgotáról, 1993. Novella Kiadó)
21. The Smithsonian Institution (1998. magyarul A Smithson pincéi, 2002. Lazi Kiadó)
22. The Golden Age (2000)
23. Clouds and Eclipses: The Collected Short Stories (2006)

Színművek:
1. Visit to a Small Planet (1957)
2. Romulus (1962)
3. An Evening with Richard Nixon and ... (1972)
4. Gore Vidal’s Lincoln (1988)

Forgatókönyvek:
1. Climax!: Dr. Jekyll & Mr. Hyde (1954)
2. The Catered Affair (1956)
3. I Accuse! (1958)
4. Wedding Breakfast
5. The Scapegoat (1959)
6. Ben Hur
7. Múlt nyáron, hirtelen (1959)
8. The Best Man (1964)
9. Is Paris Burning? (1966)
10. Last of the Mobile Hot Shots (1970)
11. Caligula (1979)
12. Dress Gray (1986)
13. The Sicilian (1987)
14. Billy the Kid (1989)
15. Dimenticare Palermo (1989)

Fontosabb esszéi:
1. Rocking the Boat (1963)
2. Reflections Upon a Sinking Ship (1969)
3. Sex, Death and Money (1969)
4. Homage to Daniel Shays (1972)
5. Matters of Fact and of Fiction (1977)
6. Views from a Window (társszerkesztő) 1981)
7. The Second American Revolution (1982)
8. Vidal In Venice (1985)
9. American Plastics (1986)
10. Armageddon? (1987)
11. At Home. Essais (1988)
12. Hollywood (1990)
13. A View From The Diner's Club (1991)
14. Screening History (1992)
15. Decline and Fall of the American Empire (1992)
16. United States: essays 1952–1992 (1993)
17. Palimpsest: a memoir (1995)
18. Virgin Islands (1997)
19. The American Presidency (1998)
20. Sexually Speaking: Collected Sex Writings (1999)
21. The Last Empire: essays 1992–2000 (2001)
22. Perpetual War for Perpetual Peace or How We Came To Be So Hated (2002)
23. Dreaming War: Blood for Oil and the Cheney-Bush Junta (2002)
24. Inventing a Nation: Washington, Adams, Jefferson (2003)
25. Dreaming War. Blood for Oil and the Cheney-Bush Junta (2003)
26. Imperial America: Reflections on the United States of Amnesia (2004)
27. Point to Point Navigation: A Memoir (2006)
28. The Selected Essays of Gore Vidal (2008)
29. Gore Vidal: Snapshots in History's Glare (2009)

Álnéven
1. A Star's Progress (Cry Shame!) (1950) Catherine Everard
2. Thieves Fall Out (1953) Cameron Kay
3. Death Before Bedtime (1953) Edgar Box
4. Death in the Fifth Position (1952) Edgar Box
5. Death Likes It Hot (1954) Edgar Box

## Magyarul
- Julianus. Regény; ford. Róna Ilona; Gondolat, Bp., 1969
- Washington D. C.; ford. Szilágyi Tibor; Magvető, Bp., 1973
- Burr ezredes utolsó kalandja. Regény; ford. Róna Ilona, utószó Szuhay-Havas Ervin; Európa, Bp., 1978
- Amerikai komédia. 1876. Regény; ford. Szilágyi Tibor, utószó Szuhay-Havas Ervin; Európa, Bp., 1981
- Írók, gengszterek, professzorok. Esszék; utószó Sükösd Mihály, vál. Osztovits Levente, ford. Kiss Zsuzsa, Novák György, jegyz. Tóth Csaba; Európa, Bp., 1984 (Modern könyvtár)
- Teremtés. Regény; ford. Betlen János; Európa, Bp., 1985
- Élő adás a Golgotáról; ford. Takács Ferenc; Novella, Bp., 1993
- A Smithson pincéi; ford. Sóvágó Katalin; LAZI, Szeged, 2002

## További információ
- Gore Vidal a PORT.hu-n (magyarul)
- Gore Vidal az Internetes Szinkronadatbázisban (magyarul)
- Gore Vidal az Internet Movie Database-ben (angolul)

## Könyvismertető
- Burr ezredes utolsó kalandja
- Washington D.C.[halott link]
- A Libri Vidal-könyvei